# بروير فيليبس
بروير فيليبس (بالإنجليزية: Brewer Phillips)‏ هو موسيقي وعازف قيثارة أمريكي، ولد في 16 نوفمبر 1924 في مسيسيبي في الولايات المتحدة، وتوفي في 30 أغسطس 1999 في شيكاغو في الولايات المتحدة.

## وصلات خارجية
- بروير فيليبس على موقع ميوزك برينز (الإنجليزية)
- بروير فيليبس على موقع ديسكوغز (الإنجليزية)